# Tochamán
Tochamán är en ort i Mexiko.   Den ligger i kommunen Cacahoatán och delstaten Chiapas, i den sydöstra delen av landet, 900 km sydost om huvudstaden Mexico City. Tochamán ligger 1 887 meter över havet och antalet invånare är 105.
Terrängen runt Tochamán är mycket bergig. Runt Tochamán är det ganska tätbefolkat, med 172 invånare per kvadratkilometer. Närmaste större samhälle är Santo Domíngo, 18,0 km söder om Tochamán. I omgivningarna runt Tochamán växer i huvudsak städsegrön lövskog.